# Codename: CURE
Codename: Cure es un juego de disparos en primera persona (FPS) de temática apocalipsis zombi disponible para Windows, Linux y Mac OS desarrollado por Hoobalugalar_X y publicado en Steam. Se puede jugar tanto en modo para un solo jugador como en multijugador, con un máximo de cinco jugadores, con o sin compañeros de equipo controlados por la computadora.

## Jugabilidad
El juego presenta una variedad de modos de dificultad, las cuales se adaptan automáticamente según la cantidad de jugadores.
Hay cinco diferentes clases:
- Pointman: Es la clase más rápida. Su arma principal es una escopeta, lo cual lo hace apto para combates a corta distancia. Su arma secundaria son doble pistolas, las cuales tienen una alta cadencia de fuego, pero no hacen mucho daño. Esta clase también tiene granadas de fragmentación, las cuales le permiten destruir rápidamente a un grupo de zombis.
- Support: Tiene una velocidad media y sus armas no infligen mucho daño. Su utilidad es darle soporte a los demás miembros del equipo, ya sea curándolos, dándoles munición o armadura. El support está armado con un subfusil y como arma secundaria, tiene una única pistola.
- Assault: Tiene una velocidad media y está equipada con un fusil de asalto Galil y con una pistola CZ 75 como arma secundaria.
- Technician: Tiene una velocidad media. Su arma principal es una escopeta con acción de bombeo, similar a la de la clase "pointman" pero con menor cadencia de fuego. El arma secundaria es la misma de la clase support. Como habilidad especial, este tipo de soldado cuenta con una torreta con infinita munición, la cual es muy útil para distraer a los zombis y para defender al equipo. Además, si la torreta es destruida, esta explotará eliminando a los enemigos en un radio cercano. Se pueden restaurar sus puntos de impacto al recogerla y mantenerla en el inventario por un tiempo.
- Sniper: Tiene una velocidad media. Su arma principal es un rifle de francotirador semiautomático y su secundaria es una pistola. Como habilidad especial, esta clase tiene la capacidad de arrojar granadas incendiarias.[6]

También se diferencian tres tipos de zombis:
- Runner Zombie: Es rápido tanto al correr como al atacar.
- Walker Zombie: Es lento tanto para desplazarse como para atacar.
- Soldier Zombie: Es el más lento de todos, y sus ataques también lo son. Sin embargo, tiene muchos puntos de resistencia y en cada golpe inflige un daño considerable al jugador.[7]